# Topor Erika
V. Topor Erika (Budapest, 1985. szeptember 21.–) magyar okleveles kertészmérnök, közgazdász-mérnöktanár, naturkertész, kertészeti szakkönyvek és kiadványok szerkesztője, szerző.

## Élete
Budapesten született és nőtt fel egészen 26 éves koráig. Édesapja, Topor Gyula (1961) villamosmérnök, édesanyja, Kéringer Anna (1962) óvodapedagógus. Egy fiú testvére van.
Férje, Varga Szabolcs agrármérnök, növényvédelmi szakmérnök és vadgazdamérnök. Közös családi gazdaságukat 2016 óta vezetik, mely ismert gourmet szószokat készít. Nemzetközi és hazai termékeik díjnyertesek a lekvár- és szószpiacon.
Többhektáros gazdaságukban zöldség-, gyümölcs- és fűszernövény-termesztéssel foglalkoznak. Jelenleg Tabdiban él és gazdálkodik.
Általános iskola után a Szent István Gimnáziumba járt, majd onnan a Corvinus Egyetem Budai Campusára járt (Volt Kertészeti és Élelmiszeripari Egyetem). 2009-ben diplomázott okleveles kertészmérnökként, majd 2010-ben közgazdász-mérnöktanárként a Corvinus Egyetemen.
2003 óta írja a kezdetben csak blogként működő Kertportál Magazint (online), később könyvszerzőként számos kiadványt írt és szerkesztett.
Szakújságíró itt:
- Otthon Tudós Magazin
- Otthonok és Kertek Magazin
- Agrofórum
- Kertportál Magazin

Ismert TV-s személyiség lett 2020-tól: az MTVA Duna TV Családbarát műsorában, az Almáriumban, a Családi kör c. műsorok állandó kertészeti szakértő vendége.
Rádióműsorokban is hallható: állandó rovatban Leirer Tímea műsorában a Retró rádióban kertészeti témákkal és a 90.9 Jazzy Rádióban Danai Kata Jazzy Weekend műsorában.
Nevéhez fűződik a un. kertészfüzet sorozat, mely tematikus kertészeti témákban segíti a hobbikertészeket a munkában.
A KertAkadémia alapítója.

## Hobby és egyéb érdeklődés
Jógaoktatóként és meditációs oktatóként végzett az egyetem után, ami hozzátartozik kertészeti szemléletéhez is: a fenntartható kertek szakértőjeként a természet szeretete és tisztelete a hitvallása.
Kisgyermek kora úta zenél, kezdetben a Rácz Aladár Zeneiskola gitár tanszakán, de tanult éneket és más hangszereket is. Rengeteg zenei versenyt nyert egyéniben és zenekarban egyaránt.

## Kertészeti szakkönyvei
- 2017. – Természetes növényvédelem
- 2020. – Vidéken újrakezdők, ahogyan mi látjuk
- 2022. – Illóolajok a növényvédelemben
- 2022. – A magaságyás rejtelmei
- 2019. – A komposztálás
- 2022. – Az okos balkonkertész
- 2023. – A téli zöldségeskert
- 2023. – A szárazságtűrő kert
- 2022. – Szobanövények gondozása
- A legszebb díszcserjék
- 2022. – Évelő virágzók a kertben
- 2023. – Varga Szabolcs – V. Topor Erika: Sivatagból oázis
- 2023. – A lepkebarát kert
- 2021. – Méhbarát kert
- 2021. – Fűszerek a kertben
- 2022. – Gyomok a kertben
- 2022. – Növénytársítási alapok